# Agriocnemis gratiosa
Agriocnemis gratiosa é uma espécie de libelinha da família Coenagrionidae.
Pode ser encontrada nos seguintes países: Botswana, República Democrática do Congo, Quénia, Madagáscar, Malawi, Moçambique, Namíbia, África do Sul, Sudão, Tanzânia, Uganda, Zâmbia e possivelmente no Burundi.